# 2K Boston/2K Australia
2K Boston/2K Australia (conegut anteriorment com a Irrational Games) és una empresa de videojocs creada el 1997 per tres antics treballadors de Looking Glass Studios: Ken Levine, Jonathan Chey i Robert Fermier que van formar Irrational Games. El 9 de gener de 2006, Take-Two Interactive va anunciar que havia comprat Irrational, i hauria de publicar els videojocs sota la marca 2K Games.
2K Boston/2K Australia té dos estudis, un a Quincy (Massachusetts), EUA als afores de Boston i l'altre a Canberra, Austràlia. Hi ha també un altre estudi ubicat a Califòrnia anomenat 2K Marin.

## Història
- 1997 – antics treballadors de l'estudi de Boston de Looking Glass Studios, Ken Levine, Jonathan Chey i Robert Fermier, creen una nova empresa.
- 1999 – System Shock 2 llançat amb moltes crítiques.
- 2000 – Irrational Canberra obre, amb en Jonathan Chey de cap. Deep Cover és cancel·lat.
- 2002 – Assumptes legals amb la publicadora Crave Entertainment donen com a resultat que el desenvolupament de The Lost sigui aturat.
- 2004 – Els dissenyadors de Irrational Ed Orman i Dean Tate són premiats com a "Millor Disseny" al Australian Game Developer Awards, i l'estudi va rebre el premi "Millor Videojoc del 2004" i "Millor Videojoc d'Ordinador".
- 2005 – L'estudi de Boston es trasllada a Quincy (Massachusetts). L'estudi oblida el nom "Irrational Games Boston".
- 2006 – Irrational és adquirit per Take-Two Interactive, sota la publicació de 2K Games.[1]
- 2007 – Irrational Games és reanomenat 2K Boston i 2K Australia.[2] BioShock publicat el 21 d'agost als mercats.

Poc després d'haver publicat Bioshock, hi va haver rumors que diversos treballadors que havien treballat en el videojoc se'n van marxar de 2k Boston/Australia. Es va rumurejar també que 2k Games estava intentant crear un altre estudi, probablement localitzat a Novato, Califòrnia. These rumors were further cemented by the announcement of the formation of 2K Marin in Novato, California shortly after.

## Videojocs
- System Shock 2, juntament amb Looking Glass.
- Deep Cover, juntament amb Looking Glass (no publicat)
- The Lost (cancel·lat després d'haver treballat amb FXLabs Studios)
- Freedom Force
- Tribes: Vengeance
- Freedom Force vs. the Third Reich
- SWAT 4
- SWAT 4: The Stetchkov Syndicate
- BioShock
- BioShock 2, anunciat per ser llanat en la temporada d'estiu del 2009.
- Projecte no anunciat (però citat al X-COM)[5]